# Alan Tyrrell
Alan Rupert Tyrrell QC (* 27. Juni 1933 in Bolobo, Belgisch-Kongo; † 23. Oktober 2014) war ein britischer Jurist und Politiker der Conservative Party, der als Anwalt unter anderem Strafverteidiger der Bestie von Islington sowie zwischen 1979 und 1984 Mitglied des Europäischen Parlaments war und sich anschließend als Jurist überwiegend mit Fragen des Europarechts beschäftigte. Als Abgeordneter setzte er sich vergeblich dafür ein, dass das Europaparlament nur einen Sitz in Brüssel erhält, anstatt diesen auf Straßburg und Luxemburg aufzuteilen.

## Leben

### Barrister und Recorder
Tyrrell, Sohn eines Geistlichen, absolvierte nach dem Besuch der Grammar School von Bridport ein Studium der Rechtswissenschaften an der London School of Economics and Political Science (LSE) und erhielt 1956 seine anwaltliche Zulassung als Barrister bei der Anwaltskammer (Inns of Court) von Gray’s Inn. In der Folgezeit trat er sowohl in straf- als auch in handelsrechtlichen Verfahren als Prozessbevollmächtigter in Erscheinung und wurde 1972 zum Recorder beim Crown Court berufen. 1976 wurde er aufgrund seiner zwanzigjährigen anwaltlichen Erfahrung zum Kronanwalt (Queen’s Counsel) ernannt.
In der Folge des sogenannten „Winter der Unzufriedenheit“ (Winter of Discontent) von 1978/1979, der zu Produktionsausfällen von zehn Prozent und der Entlassung von 235.000 Arbeitern geführt hatte, vertrat er Arbeitnehmer in zahlreichen Verfahren, die auch das Aufstellen von Streikposten einschlossen. Eines davon betraf ein Berufungsverfahren vor einem Wirtschaftsgericht, in dem er fünf Lieferwagenfahrer der Supermarktkette Safeway vertrat, denen gekündigt wurde, weil sie sich weigerten durch einen Streikposten vor dem Supermarktdepot in Warrington zu durchfahren. Dieses Verfahren war noch anhängig als er sich im Juni 1979 im Wahlkampf für ein Mandat im Europaparlament befand.

### Mitglied des Europaparlaments 1979 bis 1984
Bei der ersten Europawahl 1979 kandidierte Tyrrell für die Conservative Party und wurde mit einer Stimmenmehrheit von 13.015 Wählerstimmen vor dem Gegenkandidaten der Labour Party im Wahlkreis London East zum Mitglied des 1. Europäischen Parlamentes gewählt.
Er gehörte während seiner Parlamentszugehörigkeit zur Fraktion der Europäischen Demokraten und war vom 20. Juli 1979 bis zum 10. Juli 1980 Mitglied des Ausschusses für Geschäftsordnung und Petitionen und zugleich vom 20. Juli 1979 bis zum 23. Juli 1984 Mitglied des Rechtsausschusses sowie ferner zwischen dem 11. April 1983 und dem 23. Juli 1984 Mitglied der Delegation für die Beziehungen zu Österreich.
Als Abgeordneter sprach er sich im Februar 1980 gegen französische Pläne zur Vergrößerung des Parlamentsgebäudes in Straßburg aus und verwies darauf, dass eher die Mitglieder des Europäischen Parlaments als die Regierungen das letzte Wort hinsichtlich des Standortes des Parlaments haben sollten.
Er schlug ein Embargo auf den Verkauf für alle überschüssigen Rohstoffe an die Sowjetunion wegen deren Intervention in Afghanistan und der Ausweisung des Physikers und Dissidenten Andrei Dmitrijewitsch Sacharow vor und drängte auch auf Veränderungen in dem von der Regierung von Premierministerin Margaret Thatcher eingebrachten Gesetzesentwurf zum Staatsangehörigkeitsgesetz (British Nationality Bill), um das Risiko einer Staatenlosigkeit für im Ausland geborene oder lebende Enkel britischer Staatsangehöriger zu verhindern.
Auf dem Höhepunkt des Nordirlandkonflikts leitete Tyrrell ein Komitee von Europaparlamentariern, die sich für gleiche Grundsätze bei Auslieferungen zwischen Mitgliedstaaten einsetzte. Der Vorschlag richtete sich unmittelbar an die Republik Irland, deren Verfassung eine Auslieferung aus politischen Gründen nicht erlaubte.

### Wahlniederlagen 1984 und 1989
Trotz seiner Verpflichtungen als Abgeordneter blieb Tyrrell auch als Barrister aktiv und vertrat beispielsweise im August 1979 einen 17-jährigen Straßenräuber, der sagte, dass es „unglücklich“ war, dass sein 75-jähriges weibliches Opfer später verstarb. Außerdem war er auch weiterhin als Recorder tätig und hob 1980 die Verurteilung eines Autofahrers auf, der der Polizei Hausfriedensbruch vorwarf, nachdem diese ihn in seinem Haus festgenommen hatte, weil er sich zuvor geweigert hatte, einen Atemalkoholtest durchführen zu lassen. Eines von Tyrrells anspruchsvollstes Verfahren fand 1983 statt, als er Strafverteidiger von Rudolph Nugent, die Bestie von Islington, war. Diesem wurde Vergewaltigung in sechs Fällen, versuchte Vergewaltigung, Raub in sieben Fällen und Brandstiftung in einem Fall vorgeworfen. Hierfür wurde Nugent zu sechs Mal lebenslanger Haft und zusätzlich 25 Jahren Haft verurteilt.
Bei der Europawahl 1984 bewarb sich Tyrrell für eine Wiederwahl, erlitt jedoch in seinem Wahlkreis London East eine Niederlage gegen seine Herausforderin von der Labour Party, Carole Tongue, die 12.159 Stimmen mehr als er erhielt.
Er schied damit aus dem Europaparlament aus und widmete sich verstärkt seiner juristischen Tätigkeit, wobei er sich aufgrund seiner Erfahrungen als Abgeordneter schwerpunktmäßig mit Fragen des Europarechts befasste. 1986 wurde er Bencher der Anwaltskammer von Gray’s Inn. Daneben wurde er Vorsitzender der Europagruppe der Anwaltskammer sowie 1988 auch Vorsitzender des Ausschusses des Anwaltsrates (Bar Council) für Internationale Rechtsanwendung.
Bei der Europawahl 1989 kandidierte er noch einmal im Wahlkreis London East gegen Carole Tongue, erlitt diesmal allerdings eine noch empfindlichere Wahlniederlage.

### Stellvertretender Richter am High Court of Justice
1990 erfolgte Tyrells Berufung zum stellvertretenden Richter am High Court of Justice, dem obersten Zivilgericht für England und Wales. In dieser Funktion befasste er sich unter anderem mit der 1990 durchgeführten öffentlichen Untersuchung zu den Bauplänen für die A 14, die durch das Gelände der Schlacht von Naseby aus dem englischen Bürgerkrieg geführt werden sollte. Die Einwände wurden jedoch von der Regierungsinspektion zurückgewiesen, so dass die Bauplänen fortgesetzt wurden.
In einem anderen zivilrechtlichen Verfahren entschied er, dass ein Mann, der einen Hirnschaden als Baby während einer Operation vor 30 Jahren erlitten hatte, nicht gegen das Krankenhaus klagen könnte. Diese Entscheidung wurde jedoch in einem Berufungsverfahren vor dem Court of Appeal 1994 als „schlicht falsch“ (‚plainly wrong‘) aufgehoben.
Er war des Weiteren mehrmals Vorsitzender der Nationalen Vereinigung der Selbständigen in der Region London sowie Generalkommissar für Einkommensteuern, Schiedsrichter der Internationalen Handelskammer in Paris, Direktor der Stiftung des Papworth Hospital, einer vom National Health Service (NHS) betriebenen Herz- und Lungenfachklinik in Papworth Everard, sowie Mitglied der Behörde für die Kompensation strafrechtlicher Schäden (Criminal Injuries Compensation Board).
Aus seiner 1960 mit Elaine Ware geschlossenen Ehe gingen ein Sohn und eine Tochter hervor.

## Veröffentlichungen
- The Legal Professions in the New Europe, 1992